# Denis Fadda
Pour les articles homonymes, voir Fadda.
Denis Fadda, né le 24 novembre 1943 à Bône (Algérie), est un universitaire et fonctionnaire international français.

## Biographie
Il acquiert de nombreux titres universitaires :
- Docteur d'État en Droit
- Diplômé de 3e cycle en Histoire
- D.E.S de Droit public
- D.E.S de Science politique
- Maîtrise ès Lettres
- Diplômé de l'Institut des hautes études internationales (IHEI)
- Diplômé de l'Institut libre d'étude des relations internationales (ILERI)
- Ancien élève de l'Institut des hautes études de l'Amérique latine
- Ancien élève de l'Institut national des langues et civilisations orientales (INALCO), ou Langues O'[1]

Il assure successivement ou simultanément les responsabilités suivantes :
- Administrateur de l’Université internationale francophone Senghor d’Alexandrie[1],[2]
- Membre de la Société française pour le droit international
- Secrétaire général du Cercle universitaire "Connaissance de l'Afrique (1973 - 1979)
- Secrétaire général de l'Institut des Sciences juridiques du développement (1971-1979)
- Membre de la Commission nationale française pour l'Unesco (1978-1980)
- Administrateur et secrétaire général de l'Office information culture et immigration (ICEI) et de l'Agence pour le développement des relations interculturelles (ADRI) (1976-1983)
- Directeur chargé de la mise en place de l'Agence française des concepteurs exportateurs (sous la tutelle de la direction des relations économiques et internationales, Ministère de l'environnement et du cadre de vie) (1978 - 1979)
- Vice-président de l'Association des fonctionnaires internationaux français en Italie (1983 - 1987)
- Vice-président et président de l'Union des Français de Rome et du Latium (1984 - 1990)
- Président national de l'Association de coopération et de liaison France-Afrique (depuis 2001)
- Fondateur des "rencontres méditerranéennes de Matera" en 2014
- Fondateur de l'Université francophone de l'Italie du sud (l'U.F.I.S.)  en 2011
- Président international de La Renaissance française[1] - Culture Solidarité Francophonie (depuis 2012)
- Président de la fédération - comité de liaison des associations nationales de Rapatriés[3]. (depuis 2006)
- Membre du Haut conseil des Rapatriés auprès du Premier Ministre
- Membre du jury du prix "Méditerranée"
- Membre du comité d'honneur de la chaire Villaroel de droit international humanitaire et de droits humains de l'université Carlos III (Madrid)
- Membre du conseil scientifique de la Fondation Algérie Maroc Tunisie - FM - GACMT (Paris)
- Membre du conseil scientifique du programme d'intelligence économique - Università campus bio-medico et Università cattolica del Sacro cuore (Rome)
- Co-directeur de la revue littéraire francophone publiée en Italie "Un coup de dés"
- Administrateur national de l'ANMONM et président de l'Association des membres de l'Ordre national du Mérite français en Italie à Saint-Marin et au Saint-Siège (A.M.O.N.M.F.I.S.S.)
- Membre de l'Académie des arts, lettres et sciences de Languedoc[1], il est élu au fauteuil no 13, autrefois occupé par Jacques Augarde, ancien ministre, ancien président et président d’honneur de l’Académie[3].
- Vice-président (en 2010)[2] de l’Académie des sciences d'outre-mer[1], puis Président le 1er janvier 2012. Il est installé dans ses fonctions au cours d’une cérémonie qui se déroule au siège de cette académie le 6 janvier 2012[2]. il a été élu membre titulaire de l'Académie en 2003 au siège du Préfet Jacques Gandouin.

## Distinctions
- Officier de la Légion d'honneur
- Officier de l'Ordre national du Mérite[3]
- Médaille de la FAO
- Médaille d'or de La Renaissance française[1]